# U4 (Club)

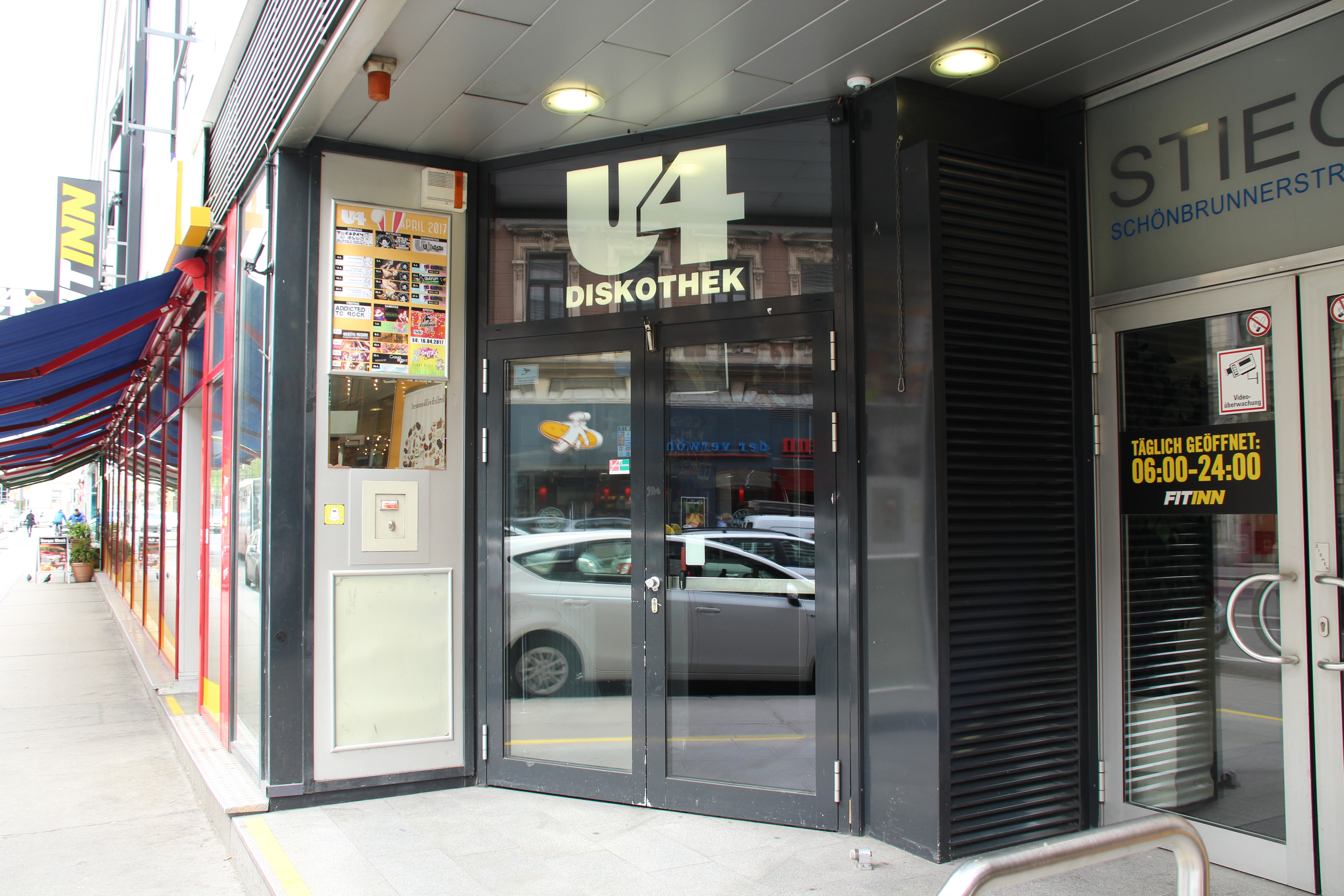
Eingang des U4 (2017)

Das U4 ist einer der bekanntesten Clubs in Wien und war in den 1980er Jahren beliebter Treffpunkt der heimischen Musikszene.

## Geschichte
Der Name bezieht sich auf die ursprüngliche Bestimmung als U-Bahn-Station. Der Bau der U4-Station Meidling Hauptstraße musste damals aus statischen Gründen abgebrochen und wenige Meter daneben erneut begonnen werden.

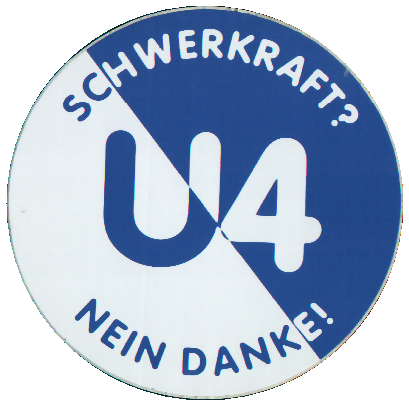
Alter Werbe-Aufkleber des U4

Seit der Eröffnung am 8. Mai 1980 war das U4 eine Anlaufstelle für die Undergroundszene, also ein Publikum abseits des Diskothekenmainstreams. Musikalisch setzte man anfangs vor allem auf den von London ausgehenden New Wave, später begannen sich an bestimmten Wochentagen Clubs mit verschiedenen Schwerpunkten zu etablieren. Mit dem Flamingo startete 1984 montags das erste Clubbing Österreichs. 1989 startete donnerstags der Gay-Club Heaven Gay Night im U4, der auch heute noch eines der renommiertesten Houseevents Wiens ist und jedes Jahr als Alternative zum Wiener Opernball am selben Abend den Rosenball zelebriert.
Am Anfang sahen konservative Politiker in dem Lokal eine Gefahr für die Jugend und es wurde dem Lokal für vier Monate die Tanzkonzession entzogen. Aus diesem kurzzeitigen Tanzverbot entstand die Tradition der Liveauftritte. Viele Musiker traten am Beginn ihrer Karriere im U4 auf oder gastierten im Meidlinger Keller, obwohl sie am Höhepunkt ihrer Weltkarrieren waren. Abgesehen von regulären Konzerten gab es auch immer wieder bewusst im kleinen Rahmen gehaltene Club- und Geheimkonzerte internationaler Bands, so spielte Prince 1987 im Anschluss an seinen Auftritt in der Wiener Stadthalle im U4 eines seiner legendären, unangekündigten After-Show-Konzerte. Auch als Gäste statteten viele internationale Künstler dem U4 einen Besuch ab, unter anderem Marilyn Manson, Jean-Paul Gaultier, Kurt Cobain, Grace Jones, Divine, Rammstein, Die Ärzte und Die Toten Hosen. Der österreichische Sänger Falco war in den 1980er Jahren regelmäßiger Gast im U4, ihm zu Ehren wird jedes Jahr im Februar eine Falco-Gedenknacht veranstaltet. Im Jahr 1989 ist das U4 fast vollständig ausgebrannt, bei der Renovierung bzw. dem Umbau wurde der für Konzerte genutzte Bühnenbereich zugunsten der Tanzfläche verkleinert. 
Anfang 2005 erfolgte ein Wechsel der Betreibergesellschaft, bald darauf verließ Conny de Beauclair, der seit der Eröffnung 1980 als Türsteher arbeitete und dadurch zu einer Szene-Ikone avancierte, das U4. Am 27. September 2005 erfolgte überraschend die Schließung des Clubs, um einer behördlichen Sperre wegen verletzter Brandschutzvorschriften zuvorzukommen. Die einzelnen Events wurden von den jeweiligen Veranstaltern auf andere Wiener Locations wie etwa das Cabaret Fledermaus oder die Volksgarten Clubdiskothek verlegt.
Nach einem neuerlichen Betreiberwechsel im Februar 2006 und nach Abschluss der umfangreichen Umbauarbeiten wurde am 10. März 2006 das U4 wiedereröffnet. Conny de Beauclair konnte von den neuen Betreibern wieder zur Mitarbeit bewogen werden und hat die Funktionen „Headsecurity & Host“ und Hausfotograf inne. Als einziges Event aus der Zeit vor der Schließung kehrte das Studentenclubbing Tuesday Club wieder ins U4 zurück. Ab Oktober 2006 wurde auch versucht, die Heaven Gay Night als monatliches Special des Samstagevents BEHAVE! unter dem Namen BEHAVE! in HEAVEN wieder aufleben zu lassen, diese Kooperation wurde aber bereits im Februar 2007 nach nur fünf Veranstaltungen wieder beendet.

## Trivia
Musikalisch verewigt wurde das U4 in den Songs Fürstenfeld von S.T.S. und Ganz Wien von Falco.